# Nagroda Alberta Einsteina
Nagroda Alberta Einsteina (czasami mylnie nazywana Medalem Alberta Einsteina) – nagroda w dziedzinie fizyki teoretycznej, która została ustanowiona w celu uznania wysokich osiągnięć. Została ona ufundowana przez Fundację Pamięci Lewisa i Rosy Strauss w 70. rocznicę urodzin Alberta Einsteina. Po raz pierwszy została przyznana w 1951 roku. Zawierała ona 15 000 dolarów oraz złoty medal stworzony przez rzeźbiarza Gilroya Robertsa, później zmniejszona została do 5000 dolarów. Zwycięzca wybrany był przez komitet Institute for Advanced Study (pierwszy z nich składał się z Einsteina, Oppenheimera, von Neumanna i Weyla). Lewis Strauss był jednym z powierników instytutu. The New York Times nazwał ją „najwyższym tego typu wyróżnieniem w Stanach Zjednoczonych”. Niektórzy uważali ją za „prestiżowy odpowiednik Nagrody Nobla”.

## Laureaci nagrody
| Rok  | Laureat                       | Źródło      |
| ---- | ----------------------------- | ----------- |
| 1951 | Kurt Gödel i Julian Schwinger | [ 3 ] [ 4 ] |
| 1954 | Richard Feynman               | [ 5 ]       |
| 1958 | Edward Teller                 | [ 6 ]       |
| 1959 | Willard Libby                 | [ 7 ]       |
| 1960 | Leó Szilárd                   | [ 8 ]       |
| 1961 | Luis Alvarez                  | [ 9 ]       |
| 1965 | John Archibald Wheeler        | [ 10 ]      |
| 1967 | Marshall Rosenbluth           | [ 11 ]      |
| 1970 | Yuval Ne’eman                 | [ 12 ]      |
| 1972 | Eugene Wigner                 | [ 13 ]      |
| 1978 | Stephen Hawking               | [ 2 ]       |
| 1979 | Tullio Regge                  | [ 14 ]      |

## Nagroda Einsteina a noble
Wśród trzynastu laureatów Nagrody Einsteina było pięciu noblistów, głównie w dziedzinie fizyki:
- 1951: Julian Schwinger (nobel fizyka 1965),
- 1954: Richard Feynman (nobel fizyka 1965),
- 1959: Willard Libby (nobel chemia 1960),
- 1961: Luis Alvarez (nobel fizyka 1961),
- 1972: Eugene Wigner (nobel fizyka 1963).